# Salem (Pondok Salam)
Salem is een bestuurslaag in het regentschap Purwakarta van de provincie West-Java, Indonesië. Salem telt 2742 inwoners (volkstelling 2010).